# Centaurea epirota
Centaurea epirota — вид квіткових рослин айстрових (Asteraceae). Ареал Албанія, пн.-зх. Греція.

## Середовище
Населяє трав'янисті місцевості.

## Морфологічна характеристика
Багаторічник 2–15 см заввишки. Листки в контурі довгасті, ліроподібні, бічні сегменти 2–3-пари, довгасті, кінцеві великі, яйцеподібні. Квіткові голови поодинокі. Квітки пурпурові. Період цвітіння: пізня весна, літо.